# Separación magnética

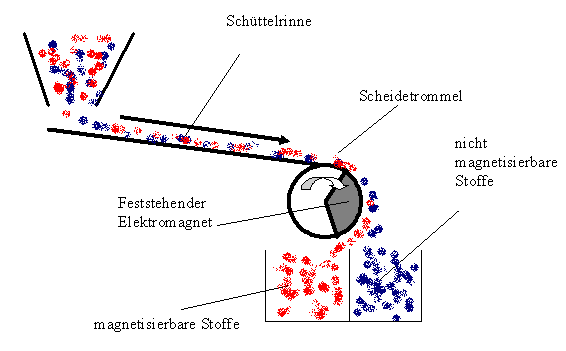
Imagen de la separación magnética.

La separación magnética es un proceso físico, que sirve para separar dos objetos (en la que uno debe ser ferroso o tener propiedades magnéticas y el otro no) a través del uso de separadores como imanes.
El método consiste en acercar un imán a la mezcla a fin de generar un campo magnético, que atraiga al compuesto ferroso dejando solamente al material no ferroso en el contenedor.
Un ejemplo es el azufre mezclado con limaduras de hierro. Al acercar un imán a una mezcla de limaduras de hierro y azufre, las limaduras son atraídas hacia el imán, logrando separar el hierro del azufre.Es un método bastante útil en cuanto a separación entre materias sólidas. 
Este tipo de procesos se pueden utilizar en detectores de metales y empresas extractoras de minerales y se llama imantación.
- Datos: Q2663154